# マイケル・マルティネス
マイケル・ガブリエル・マルティネス・ティブルシオ（Michael Gabriel Martínez Tiburcio, 1982年9月16日 - ）は、ドミニカ共和国・サントドミンゴ出身のプロ野球選手（ユーティリティプレーヤー）。右投両打。独立リーグ・アトランティックリーグのハイポイント・ロッカーズ所属。

## 経歴

### プロ入りとナショナルズ傘下時代
2006年にワシントン・ナショナルズと契約。この年は傘下のA-級バーモント・レイクモンスターズ、A級サバンナ・サンドナッツ、A+級ポトマック・ナショナルズでプレーし、3球団合計で82試合に出場して打率.264・1本塁打・25打点・11盗塁の成績を残した。
2007年はA級ヘイガーズタウン・サンズでプレーし、116試合に出場して打率.250・32打点・13盗塁の成績を残した。
2008年はA+級ポトマックでプレーし、104試合に出場して打率.266・3本塁打・58打点・25盗塁の成績を残した。
2009年はA+級ポトマックとAA級ハリスバーグ・セネターズでプレーし、2球団合計で114試合に出場して打率.259・5本塁打・37打点・10盗塁の成績を残した。
2010年はAA級ハリスバーグとAAA級シラキュース・チーフスでプレーし、2球団合計で133試合に出場して打率.272・11本塁打・56打点・23盗塁の成績を残した。

### フィリーズ時代
2010年12月に行われたルール・ファイブ・ドラフトでフィラデルフィア・フィリーズから指名され、移籍。
2011年4月3日のヒューストン・アストロズ戦でメジャーデビュー。この年は内外野をこなすユーティリティプレーヤーとして1年間メジャーに帯同し、88試合に出場して打率.196・3本塁打・24打点・3盗塁の成績を残した。
ルール・ファイブ・ドラフトの規定がなくなったため、2012年からの2年間はメジャーとマイナー（AAA級リーハイバレー・アイアンピッグス）との往復が多くなった。2013年10月8日にFAとなった。

### パイレーツ時代
2013年12月18日にピッツバーグ・パイレーツとマイナー契約を結んだ。
2014年もメジャーとマイナー（AAA級インディアナポリス・インディアンス）との往復が多く、それぞれ3度メジャー昇格とDFAを経験した。

### インディアンス時代
2015年2月12日にクリーブランド・インディアンスとマイナー契約を結んだ。この年は傘下のAAA級コロンバス・クリッパーズでプレーし、102試合に出場して打率.289・5本塁打・42打点・11盗塁の成績を残した。9月4日にインディアンスとメジャー契約を結んでアクティブ・ロースター入りした。インディアンスでは16試合に出場した。オフにFAとなったが、11月13日にマイナー契約で再契約した。
2016年の開幕もAAA級コロンバスで迎え、5月14日にメジャー契約を結んでアクティブ・ロースター入りした。7月2日にDFAとなった。

### レッドソックス時代
2016年7月8日に金銭トレードで、ボストン・レッドソックスへ移籍した。8月2日にDFAとなった。レッドソックスでは4試合に出場しただけで、1安打を放った。

### インディアンス復帰
2016年8月4日にウェイバー公示を経てインディアンスへ移籍した。インディアンス復帰後は出番が増加し、59試合に出場。打率.242・1本塁打・4打点という成績を残した。守備ではユーティリティぶりを発揮し、メインは二塁手を21試合守った（1失策・守備率.974・DRS0）。次いで11試合で中堅手を守り、こちらは無失策・DRS +1という堅実な守備を見せた。他、左翼手・右翼手・遊撃手・三塁手も守った。また、シカゴ・カブスとのワールドシリーズではシリーズ最終戦となった第7戦の10回裏にマイク・モンゴメリーの前に三塁ゴロに倒れ、最終打者となった。オフの11月23日に40人枠を外れる形でAAA級コロンバスへ降格した。
2017年4月2日にメジャー契約を結び、開幕25人枠入りした。4月14日のシカゴ・ホワイトソックス戦にて登板し、無失点に抑えたが、これが2017年のMLBで初の野手による登板だった。5月14日にDFAとなった。

### インディアンス退団後
2017年5月18日に後日発表選手または金銭とのトレードで、タンパベイ・レイズへ移籍した。6月19日にトレバー・プルーフの獲得に伴ってDFA、22日にFAとなった。6月25日にインディアンスとマイナー契約を結び、AAA級コロンバスへ配属された。オフに自由契約となるが、12月7日にインディアンスとマイナー契約で再契約した。
2018年オフに自由契約となった。
2019年3月11日に独立リーグ・アトランティックリーグのランカスター・バーンストーマーズと契約。
2021年3月4日に同リーグのハイポイント・ロッカーズにトレードで移籍した。

## 詳細情報

### 年度別打撃成績
| 年 度        | 球 団        | 試 合 | 打 席 | 打 数 | 得 点 | 安 打 | 二 塁 打 | 三 塁 打 | 本 塁 打 | 塁 打 | 打 点 | 盗 塁 | 盗 塁 死 | 犠 打 | 犠 飛 | 四 球 | 敬 遠 | 死 球 | 三 振 | 併 殺 打 | 打 率 | 出 塁 率 | 長 打 率 | O P S |
| ------------ | ------------ | ----- | ----- | ----- | ----- | ----- | -------- | -------- | -------- | ----- | ----- | ----- | -------- | ----- | ----- | ----- | ----- | ----- | ----- | -------- | ----- | -------- | -------- | ----- |
| 2011         | PHI          | 88    | 234   | 209   | 25    | 41    | 5        | 2        | 3        | 59    | 24    | 3     | 0        | 5     | 2     | 18    | 0     | 0     | 3     | 2        | .196  | .258     | .282     | .540  |
| 2012         | PHI          | 45    | 122   | 115   | 10    | 20    | 3        | 0        | 2        | 29    | 7     | 0     | 0        | 2     | 0     | 5     | 2     | 0     | 21    | 4        | .174  | .208     | .252     | .460  |
| 2013         | PHI          | 29    | 40    | 40    | 5     | 7     | 0        | 0        | 0        | 7     | 3     | 1     | 0        | 0     | 0     | 0     | 0     | 0     | 12    | 1        | .175  | .175     | .175     | .350  |
| 2014         | PIT          | 26    | 44    | 39    | 2     | 5     | 1        | 0        | 0        | 6     | 2     | 0     | 0        | 1     | 0     | 4     | 1     | 0     | 13    | 0        | .128  | .209     | .154     | .363  |
| 2015         | CLE          | 16    | 32    | 30    | 7     | 8     | 2        | 0        | 0        | 10    | 2     | 0     | 1        | 1     | 0     | 1     | 0     | 0     | 12    | 1        | .267  | .290     | .333     | .623  |
| 2016         | BOS          | 4     | 7     | 6     | 1     | 1     | 0        | 0        | 0        | 1     | 0     | 0     | 0        | 0     | 0     | 1     | 0     | 0     | 2     | 0        | .167  | .286     | .167     | .453  |
| 2016         | CLE          | 59    | 99    | 95    | 15    | 23    | 4        | 0        | 1        | 30    | 4     | 0     | 2        | 1     | 0     | 3     | 0     | 0     | 21    | 1        | .242  | .265     | .316     | .581  |
| '16計        | CLE          | 63    | 106   | 101   | 16    | 24    | 4        | 0        | 1        | 31    | 4     | 0     | 2        | 1     | 0     | 4     | 0     | 0     | 23    | 1        | .238  | .267     | .307     | .574  |
| 2017         | TB           | 13    | 29    | 26    | 1     | 2     | 0        | 0        | 0        | 2     | 0     | 0     | 0        | 0     | 0     | 3     | 0     | 0     | 5     | 0        | .077  | .172     | .077     | .249  |
| 2017         | CLE          | 15    | 14    | 11    | 1     | 4     | 1        | 0        | 0        | 5     | 0     | 0     | 1        | 1     | 0     | 2     | 0     | 0     | 10    | 0        | .364  | .462     | .455     | .917  |
| '17計        | CLE          | 28    | 43    | 37    | 2     | 6     | 1        | 0        | 0        | 7     | 0     | 0     | 1        | 1     | 0     | 5     | 0     | 0     | 15    | 0        | .162  | .282     | .189     | .451  |
| MLB通算：7年 | MLB通算：7年 | 295   | 621   | 571   | 67    | 111   | 16       | 2        | 6        | 149   | 42    | 4     | 4        | 11    | 2     | 37    | 3     | 0     | 131   | 9        | .194  | .243     | .261     | .504  |

### 背番号
- 19（2011年）
- 7（2012年 - 2013年）
- 3（2014年）
- 1（2015年 - 2016年途中、2016年途中 - 2017年途中）
- 40（2016年途中 - 同年途中）
- 2（2017年途中）